# Roger Portal
Pour les articles homonymes, voir Portal.
Roger Portal, né le 6 mai 1906 à Ambert (Puy-de-Dôme et mort le 30 décembre 1994 à Mantes-Gassicourt, est un historien français spécialiste du monde slave et de l'Europe orientale.

## Biographie
Agrégé d'histoire et géographie (1935), professeur à la Faculté des lettres et sciences humaines de Paris et directeur de l'Institut d'études slaves, il a exercé une influence importante sur l’histoire de la Russie et de l’URSS en France.
À partir des années 1950, il donne un cours à la Sorbonne sur la révolution russe et l'histoire des systèmes agraires en Russie et en URSS. Au début des années 1960, il envoie en Union soviétique un certain nombre de ses étudiants.
Membre de l'Association France-URSS, il fait partie de sa présidence de 1962 à 1980.

## Publications
- L'Oural au XVIIIe siècle : étude d'histoire économique et sociale, Paris, Institut d'études slaves, 1950, 434 p.
- La Russie industrielle de 1881 à 1927, Paris, Centre de documentation universitaire (CDU), 1956.
- La Russie industrielle de 1880 à 1914, Paris, CDU, 1960.
- Pierre le Grand, Club français du livre, 1961, 312 p.
- La Russie de 1894 à 1914, Paris, CDU, 1962.
- Les nationalités slaves de 1871 à 1939, Paris, CDU, 1962.
- (éd.), Le statut des paysans libérés du servage, 1861-1961, recueil d´articles et de documents, Paris, Mouton, 1963.
- Les Slaves : peuples et nations, Paris, Armand Colin, 1965, 519 p.
- L'Empire russe de 1762 à 1855, Paris, Centre de documentation universitaire, 1966.
- Histoire des nations slaves, CDU-Sedes, 1970.
- Russes et Ukrainiens, Flammarion, Questions d'histoire, 1970 (réédité, 1992).
- (dir.), Histoire de la Russie. I, Le déclin du servage, 1796-1855. II, La modernisation inachevée, 1855-1900, Hatier, 1971-1974.